# Patrocínio Paulista
Patrocínio Paulista là một đô thị ở bang São Paulo của Brasil. Đô thị này nằm ở vĩ độ 20º38'22" độ vĩ nam và kinh độ 47º16'54" độ vĩ tây, trên khu vực có độ cao 743 m. Dân số năm 2004 ước tính là 12.289 người.

## Thông tin nhân khẩu
Dữ liệu dân số theo điều tra dân số năm 2000
Tổng dân số: 11.416
- Dân số thành thị: 8.606
- Dân số nông thôn: 2.810
- Nam giới: 5.846
- Nữ giới: 5.570

Mật độ dân số (người/km²): 19,02
Tỷ lệ tử vong trẻ sơ sinh dưới 1 tuổi (trên một triệu người): 7,55
Tuổi thọ bình quân (tuổi): 76,45
Tỷ lệ sinh (số trẻ trên mỗi bà mẹ): 2,35
Tỷ lệ biết đọc biết viết: 90,33%
Chỉ số phát triển con người (HDI-M): 0,809
- Chỉ số phát triển con người - Thu nhập: 0,704
- Chỉ số phát triển con người - Tuổi thọ: 0,857
- Chỉ số phát triển con người - Giáo dục: 0,867

(Nguồn: IPEADATA)

## Sông ngòi
- Sông Sapucaizinho

### Các xa lộ
- SP-345